# Batalla de Guilin-Liuzhou
La batalla de Guilin-Liuzhou (en chino simplificado: 桂柳会战; en chino tradicional: 桂柳會戰; pinyin: Gùilǐu Huìzhàn), también conocida como la batalla de Guiliu, fue uno de los 22 enfrentamientos principales entre el Ejército Nacional Revolucionario (ENR) y el Ejército Imperial Japonés (EIJ) durante la segunda guerra sino-japonesa.
Esta batalla fue la tercera de las tres partes de la batalla de Henan-Hunan-Guangxi, también conocida como Operación Ichi-Go. Como parte de la operación, un objetivo principal de este ataque era conectar las partes del territorio controlado por los japoneses y también destruir las bases aéreas en el área que albergaban aviones de la USAAF.
En agosto, después de las batallas en Hunán y Guangdong, los 11.º y 23.º ejércitos del EIJ lanzaron ataques hacia Guilin y Liuzhou, respectivamente. Las tropas del ENR que defendían el área eran principalmente los restos de la batalla de Hengyang y, por lo tanto, solo 20.000 soldados estaban en Guilin el 1 de noviembre cuando los japoneses comenzaron su ataque a la ciudad.
El gobierno de China sabía que no podría mantener Guilin, pero alargó deliberadamente la batalla por razones de política interna, enviando alimentos y suministros a los sitiados. La mayoría de los civiles huyeron semanas antes de Guilin, que fue arrasada por el fuego. Guilin había sido reforzada con defensas, fortines, alambre de púas y las tropas de Guangxi bajo el mando del general musulmán Bai Chongxi. El general Joseph Stilwell, que era amigo de Bai, hizo grandes esfuerzos para enviar municiones estadounidenses a las fuerzas de Bai. Se cavaron trincheras en medio de las colinas.
Después de 10 días de intensos combates, los japoneses ocuparon Guilin y el mismo día también entraron en Liuzhou. Los combates continuaron esporádicamente mientras las fuerzas chinas se retiraban rápidamente, y el 24 de noviembre los japoneses tenían el control de 75 condados en Guangxi, aproximadamente dos tercios de su área, y se dice que mataron a 215.000 civiles en represalia y durante el fuego cruzado, hiriendo a más de 431.000.

## Análisis
Después de la pérdida de Guilin y Liuzhou, la mayoría de las tropas del ENR perdieron la moral y se retiraron sin siquiera enfrentarse al enemigo, lo que resultó en una enorme pérdida de material y mano de obra. Esta se convirtió en una de las pérdidas más devastadoras durante toda la segunda guerra sino-japonesa.
Sin embargo, a pesar de haber destruido las bases aéreas en esta región, la USAAF aún podría atacar las principales islas japonesas desde sus otras bases. Aunque los japoneses lograron parcialmente los objetivos de la Operación Ichi-Go, aumentó el área que las tropas japonesas tenían que defender y redujo sustancialmente sus líneas, creando una situación favorable para los contraataques posteriores de las fuerzas chinas.